# Walter Brehmer
Walter Brehmer (28 juin 1894 à Nordhausen - 19 septembre 1967 à Hambourg) est un général allemand de la Seconde Guerre mondiale.
Son nom est surtout connu par la division qu'il a créée, qui porte son nom, destinée à la répression et à l’anéantissement des maquisards et des juifs en Dordogne, Corrèze et Haute-Vienne qui sévit du 26 mars au 16 avril 1944 presque au même moment ou la Légion nord-africaine créée par Henri Lafont responsable de la Gestapo française de la rue Lauriston sévit en Dordogne à la tête de Alexandre Villaplane puis la 2e division SS Das Reich pour les crimes de guerre Massacre de Tulle puis Massacre d'Oradour-sur-Glane sous les ordres du général Heinz Lammerding.
C’était le cas quand les maquisards s’embusquaient et attaquaient une colonne militaire de la Wehrmacht ou de la Waffen SS en déplacement. Dans cette perspective, l’Oberbefehlshaber West (Haut Commandant des Forces Allemandes à Ouest) qui était en principe le plus haut responsable militaire allemand en France, avait déjà promulgué un ordre général en février 1944. Cette instruction dite « Sperrle-Erlass » – du nom de l’adjoint au OB West, le maréchal Hugo Sperrle prescrivait à la troupe de répondre immédiatement par le feu quand elle serait attaquée par la résistance française 
.
La répression sur le territoire de la Dordogne est terrible (pillages, incendies puis des victimes). Le château de Rastignac, sur le territoire de la commune de La Bachellerie est incendié après que les SS ont fait main basse sur 33 peintures (Van Gogh, Toulouse-Lautrec, Sisley, Cézanne, Manet, Renoir, Matisse…) qui y avaient été cachées. On ne retrouvera jamais ces chefs-d'œuvre. Sur cette même commune 24 personnes sont massacrées. La division Brehmer est engagée pour réduire les forces du maquis de la région Centre-Ouest de la France, particulièrement actives en Périgord et en Limousin, sécuriser la région par une politique de terreur et de représailles contre les maquisards capturés et contre la population civile accusée de les soutenir. 
Les directives du haut-commandement de la Wehrmacht incitèrent les chefs d’unité à se montrer impitoyables. Le village de Rouffignac-Saint-Cernin-de-Reilhac en a été un village martyr. Le 31 mars 1944, la division a incendié, puis détruit le village. Seule l’église, classée, et trois maisons attenantes à l'église seront épargnées par les flammes 6 personnes sont morts ou morts en déportation à la suite de ces événements et sur décision du général Charles de Gaulle la croix de guerre 1939/1945, avec palmes sera attribué a la ville de Rouffignac et remise en 1948.
Le 1er avril 1944 la division vient arrêter le comte de Lestrade de Conty et son fils propriétaire du Château de Badefols-d'Ans membre de la Résistance ils seront déportés au camp de Buchenwald et le château sera pillé et incendié.

## Biographie chronologique
(novembre 2017).
- 28 juin 1894 : naissance de Walter Brehmer à Nordhausen en Allemagne[2].
- 8 mars 1913 : Walter Brehmer entre dans l’armée allemande en tant que simple soldat au 15e bataillon de génie[3].
- 20 novembre 1913, il passe aspirant
- 19 juin 1914, il devient sous-lieutenant.
- 2 août 1914, il est muté au bataillon de génie de la 7e division de cavalerie
- 18 octobre 1917, il est nommé Lieutenant
- 1925 il passe capitaine
- 1934, il devient major
- 1936 il est nommé lieutenant-colonel
- de 1938 au 2 septembre 1941, il commande le 10e régiment de cavalerie qui devient le 10e régiment de cavalerie motorisé.
- 1er août 1939, il devient colonel
- du 2 septembre 1941 au 24 mai 1942, il prend le commandement de la 9e brigade blindée.
- du 24 mai au 15 septembre 1942, il est mis en réserve de l’OKH
- Du 15 septembre 1942 au 20 août 1943, il est commandant du Verteidigungs-Abschnitts (secteur de défense) d’Erfurt
- 1er mars 1943 il est nommé generalmajor.
- Du 20 août 1943 au 24 juillet 1944, Brehmer est nommé général adjoint de la 325e Sicherungs-Division où il exécute des tâches spéciales.
- Mars 1944, il est chargé de réduire les forces du maquis de la région de Limoges celle de Georges Guingouin et le Centre-Ouest de la France. Il prend le commandement d’un groupe d'unités communément désigné sous le nom de division Brehmer ou division B, qui sévira du 26 mars au 19 avril 1944, dans la région du Mont Gargan Composition de la division Brehmer Forte de 8 000 hommes :
  - Les 1er, 5e, 6e, et 190e régiments de la 325e Sicherungs-Division.
  - le 799e Bataillon Georgien (5 compagnies)
  - le 958e bataillon motorisé de DCA (Flak) qui fera également partie de la brigade Jesser
  - le 218e régiment de grenadiers
  - le 941e régiment de grenadiers (ex-régiment de sécurité no 1)
  - le 56e régiment de sécurité
  - le 1000e Régiment de sécurité, motorisé (Sicherungs Motorisierte Régiment 1000) qui fera également partie de la brigade Jesser
  - 2 brigades d’intervention de la feldgendarmerie (brigades no 505 de Bergerac et no 964 de Périgueux) surnommés les « colliers de chiens » par la population car ils portaient une plaque métallique autour du cou.
  - des forces du Commandement des SS et de la police (SD et SIPO) de Lyon (Klaus Barbie) et de Limoges (August Meier)[4].

Le PC de cette division est situé à l’hôtel « Domino » à Périgueux sur la place Francheville.
- Mi-avril 1944 : Brehmer regagne Paris avec la 325e division de sécurité.
- Le 20 juillet 1944, impliqué dans le complot contre Hitler, à la tête de la 325e Sicherungs-Division, vers 20 h, il désarme 1 200 membres de la SS, du SD et de la Gestapo et fait prisonnier lui-même le Brigadeführer Carl Oberg[5].
- À 22 h 30, après l’annonce de l’attentat manqué, Brehmer et ses troupes ne sont pas inquiétés, car ils sont considérés comme de simples exécutants.
- Du 24 juillet au 22 décembre 1944, il est mis en réserve de l’OKH.
- Du 22 décembre 1944 au 15 avril 1945, il est détaché au groupe d'armées F.
- Il est inculpé de complicité d’assassinats, tentatives d’assassinats, complicités d’incendies volontaires, destruction et pillages.
- Le 15 avril 1945, il devient le dernier commandant du Gross Berlin.
- Le 4 mai 1945, il est arrêté par l’Armée rouge.
- Le 9 octobre 1955, il est libéré et rentre en Allemagne.
- En 1960, les procédures et les enquêtes pour crimes de guerre à l’encontre de Brehmer sont ouvertes.
- Le 19 septembre 1967, il meurt à Hambourg en Allemagne.
- En 1977, le dossier pour crimes de guerre est clos. Les preuves ne sont pas suffisantes, les témoins ayant disparu.

## Sources et références
1. ↑  https://www.fondationresistance.org/documents/ee/Doc00004.pdf
2. ↑  Les Crimes de la division Brehmer de Guy Penaud.
3. ↑  Generalmajor Walter Brehmer.
4. ↑  https://cdm24.fr/wp-content/uploads/2025/03/De-la-lettre-de-Meme-au-maquis-Jacquou-Le-Croquant.pdf
5. ↑  Chronologie des événements du 20 juillet 1944 (en allemand).